# Altenweiher
L'Altenweiher (letteralmente “vecchio stagno”) è un lago alpino francese, che si trova sul versante alsaziano dei Vosgi, nella valle di Munster, territorio comunale di Metzeral, ai piedi del Rainkopf e del Kastelberg.

## Geologia
Il lago è un esempio caratteristico dei laghi dei Vosgi di origine glaciale, incuneati in cerchi fortemente erosi e levigati dai ghiacciai del quaternario.

## Storia
La diga dell'Altenweiher fu eretta fra il 1886 e il 1893, quando l'Alsazia era ancora una regione prussiana. Esso venne riempito per la prima volta nel 1894. Il bacino lacustre venne creato nel luogo ov'era una torbiera naturale, oggi ovviamente immersa. Questo sbarramento permise fin dalla fine del XIX secolo di rifornire d'acqua in estate, insieme ad altre opere nella valle, la Fecht, per evitare che vada in secca. Esso serve anche da serbatoio-polmone di raccolta delle acque in inverno, per evitare inondazioni nella valle.

## Sentierismo
Il lago è circondato da sentieri per escursioni, gestiti dal Club Vosgien.